# Uzunköprü
Uzunköprü, gr. (Μακρά Γέφυρα), (Makrá Géphyra) – miasto w Turcji w prowincji Edirne.
Według danych na rok 2000 miasto zamieszkiwało 36 162 osób.